# André Almeida
André Gomes Magalhães Almeida (Lisboa, Portugal, 10 de septiembre de 1990) es un futbolista portugués que juega como defensa. Desde febrero de 2023 se encuentra sin equipo tras rescindir su contrato con el S. L. Benfica.

## Selección nacional

### Participaciones en Mundiales
| Mundial                     | Sede   | Resultado      | Partidos | Goles |
| --------------------------- | ------ | -------------- | -------- | ----- |
| Copa Mundial de Fútbol 2014 | Brasil | Fase de grupos | 2        | 0     |

## Estadísticas

### Clubes
Actualizado al último partido disputado el 30 de abril de 2022.
| Club                         | Div.          | Temporada     | Liga  | Liga  | Copas nacionales | Copas nacionales | Copas internacionales | Copas internacionales | Total | Total |
| Club                         | Div.          | Temporada     | Part. | Goles | Part.            | Goles            | Part.                 | Goles                 | Part. | Goles |
| ---------------------------- | ------------- | ------------- | ----- | ----- | ---------------- | ---------------- | --------------------- | --------------------- | ----- | ----- |
| C. F. Os Belenenses Portugal | 1.ª           | 2008-09       | 4     | 0     | 0                | 0                | —                     | —                     | 4     | 0     |
| C. F. Os Belenenses Portugal | 1.ª           | 2009-10       | 20    | 1     | 4                | 0                | —                     | —                     | 24    | 1     |
| C. F. Os Belenenses Portugal | 1.ª           | 2010-11       | 18    | 2     | 3                | 0                | —                     | —                     | 21    | 2     |
| C. F. Os Belenenses Portugal | Total club    | Total club    | 42    | 3     | 7                | 0                | 0                     | 0                     | 49    | 3     |
| U. D. Leiria Portugal        | 1.ª           | 2011-12       | 11    | 1     | 1                | 0                | —                     | —                     | 12    | 1     |
| U. D. Leiria Portugal        | Total club    | Total club    | 11    | 1     | 1                | 0                | 0                     | 0                     | 12    | 1     |
| S. L. Benfica "B" Portugal   | 2.ª           | 2011-12       | 0     | 0     | —                | —                | —                     | —                     | 0     | 0     |
| S. L. Benfica "B" Portugal   | 2.ª           | 2012-13       | 6     | 1     | —                | —                | —                     | —                     | 6     | 1     |
| S. L. Benfica "B" Portugal   | 2.ª           | 2013-14       | 1     | 0     | —                | —                | —                     | —                     | 1     | 0     |
| S. L. Benfica "B" Portugal   | Total club    | Total club    | 7     | 1     | 0                | 0                | 0                     | 0                     | 7     | 1     |
| S. L. Benfica Portugal       | 1.ª           | 2011-12       | 3     | 0     | 1                | 0                | 0                     | 0                     | 4     | 0     |
| S. L. Benfica Portugal       | 1.ª           | 2012-13       | 14    | 0     | 8                | 0                | 12                    | 0                     | 34    | 0     |
| S. L. Benfica Portugal       | 1.ª           | 2013-14       | 10    | 0     | 7                | 0                | 9                     | 0                     | 26    | 0     |
| S. L. Benfica Portugal       | 1.ª           | 2014-15       | 20    | 0     | 5                | 0                | 6                     | 0                     | 31    | 0     |
| S. L. Benfica Portugal       | 1.ª           | 2015-16       | 26    | 0     | 3                | 0                | 8                     | 0                     | 37    | 0     |
| S. L. Benfica Portugal       | 1.ª           | 2016-17       | 14    | 1     | 7                | 1                | 4                     | 0                     | 25    | 2     |
| S. L. Benfica Portugal       | 1.ª           | 2017-18       | 31    | 2     | 5                | 0                | 4                     | 0                     | 40    | 2     |
| S. L. Benfica Portugal       | 1.ª           | 2018-19       | 33    | 2     | 7                | 0                | 13                    | 0                     | 53    | 2     |
| S. L. Benfica Portugal       | 1.ª           | 2019-20       | 23    | 4     | 3                | 0                | 1                     | 0                     | 27    | 1     |
| S. L. Benfica Portugal       | 1.ª           | 2020-21       | 4     | 0     | 0                | 0                | 1                     | 0                     | 5     | 0     |
| S. L. Benfica Portugal       | 1.ª           | 2021-22       | 15    | 0     | 4                | 1                | 7                     | 0                     | 26    | 1     |
| S. L. Benfica Portugal       | Total club    | Total club    | 193   | 9     | 50               | 2                | 65                    | 0                     | 308   | 11    |
| Total carrera                | Total carrera | Total carrera | 253   | 14    | 58               | 2                | 65                    | 0                     | 376   | 16    |

## Palmarés

### Títulos nacionales
| Título                      | Club          | País     | Año  |
| --------------------------- | ------------- | -------- | ---- |
| Copa de la Liga de Portugal | S. L. Benfica | Portugal | 2012 |
| Primeira Liga               | S. L. Benfica | Portugal | 2014 |
| Copa de la Liga de Portugal | S. L. Benfica | Portugal | 2014 |
| Copa de Portugal            | S. L. Benfica | Portugal | 2014 |
| Supercopa de Portugal       | S. L. Benfica | Portugal | 2014 |
| Primeira Liga               | S. L. Benfica | Portugal | 2015 |
| Copa de la Liga de Portugal | S. L. Benfica | Portugal | 2015 |
| Primeira Liga               | S. L. Benfica | Portugal | 2016 |
| Copa de la Liga de Portugal | S. L. Benfica | Portugal | 2016 |
| Supercopa de Portugal       | S. L. Benfica | Portugal | 2016 |
| Primeira Liga               | S. L. Benfica | Portugal | 2017 |
| Copa de Portugal            | S. L. Benfica | Portugal | 2017 |
| Supercopa de Portugal       | S. L. Benfica | Portugal | 2017 |
| Primeira Liga               | S. L. Benfica | Portugal | 2019 |
| Supercopa de Portugal       | S. L. Benfica | Portugal | 2019 |
| Primeira Liga               | S. L. Benfica | Portugal | 2023 |